# Muraltia serrata
Muraltia serrata är en jungfrulinsväxtart som beskrevs av Margaret Rutherford Bryan Levyns. Muraltia serrata ingår i släktet Muraltia och familjen jungfrulinsväxter. Inga underarter finns listade i Catalogue of Life.